# Bairstowverfahren
Das Bairstow-Verfahren ist ein Iterationsverfahren der numerischen Mathematik und dient der Bestimmung der Nullstellen eines Polynoms. Das Verfahren wurde zuerst 1920 von Leonard Bairstow (1880–1963) im Anhang seines Buches „Applied Aerodynamics“ vorgestellt.
Jedes Polynom mit reellen Koeffizienten kann in ein Produkt aus linearen und quadratischen irreduziblen Faktoren mit ebenfalls reellen Koeffizienten zerlegt werden (Fundamentalsatz der Algebra nach Gauß, 1799). Die linearen Faktoren entsprechen reellen Nullstellen, die quadratischen konjugierten Paaren echt komplexer Nullstellen. Gibt es mehr als eine reelle Nullstelle, so können die linearen Faktoren leicht zu quadratischen kombiniert werden. Um nun das Rechnen mit komplexen Zahlen zu vermeiden, kann man nach quadratischen reellen Faktoren suchen. Das Bairstow-Verfahren ist, neben der reellen Variante des Jenkins-Traub-Verfahrens, eine Möglichkeit, solche quadratischen Faktoren zu approximieren. Die reellen oder komplexen Nullstellen dieses quadratischen Faktors können dann mit der bekannten Formel zum Lösen quadratischer Gleichungen bestimmt werden. Weitere Nullstellen können aus dem verbleibenden Polynom nach Abspalten des quadratischen Faktors gewonnen werden.
Wie bei jedem iterativen Verfahren hängt auch hier der Erfolg und die schnelle Konvergenz von der Wahl eines guten Startpunktes, das heißt eines initialen quadratischen Polynoms, ab, das schon fast ein Faktor des Polynoms sein sollte. Die Güte bestimmt sich dabei aus der Größe des Restes nach Polynomdivision. Im Falle eines zufällig gewählten Startpunktes ergibt sich ein Verhalten, wie es im Newton-Fraktal visualisiert wird. Hat das zu lösende Polynom mehrfache Nullstellen oder dicht beieinanderliegende Cluster von Nullstellen, so kann dieses Verfahren daran scheitern, diese zu finden.

## Merkmale des Verfahrens
Polynome mit reellen Koeffizienten wie z. B. {\displaystyle x^{2}+1} können auch komplexe Nullstellen haben. Mit Verfahren wie der Regula falsi und dem Newton-Verfahren, die nur eine Nullstelle finden, ist es nicht möglich, komplexe Nullstellen zu finden, ohne dass auch die Berechnung im Komplexen mit komplexer Arithmetik ausgeführt wird. Das Bairstow-Verfahren nutzt die Eigenschaft von Polynomen mit reellen Koeffizienten, die besagt, dass komplexe Nullstellen immer paarweise konjugiert auftreten. Das Verfahren findet die Nullstellen als Paar und liefert eine quadratische Gleichung mit reellen Koeffizienten, aus der ein reelles oder komplex konjugiertes Nullstellenpaar bestimmt werden kann.
Die Merkmale des Verfahrens in der Zusammenfassung:
- Bei einem Polynom mit reellen Koeffizienten arbeitet das Bairstow-Verfahren vollständig im Reellen und
- findet auch eventuell auftretende, paarweise konjugiert komplexe Nullstellen ({\displaystyle a+bi} und {\displaystyle a-bi}).
- Die Nullstellenberechnung wird auch Programmen zugänglich, die mit komplexer Arithmetik nicht umgehen können
- Eine Iteration in reeller Arithmetik ist erheblich schneller als eine Iteration in komplexer Arithmetik.

Das Bairstow-Verfahren ist aus dem Newton-Verfahren abgeleitet und konvergiert wie dieses (lokal) mit 2. Ordnung.

## Beschreibung des Verfahrens
Gegeben sei ein Polynom n-ten Grades, dessen Nullstellen gesucht werden:
{\displaystyle f(x)=f_{n}\cdot x^{n}+f_{n-1}\cdot x^{n-1}+\dots +f_{1}\cdot x+f_{0}}.
Die Koeffizienten des Polynoms sind sämtlich reelle Zahlen. Würde man nun in einer direkten Anwendung des Newton-Verfahrens auf die Gleichung {\displaystyle f(x)=0} mit einem reellen Startwert beginnen, so wären alle Glieder der Iterationsfolge wieder reell. Um auch komplexe Nullstellen zu finden, müsste die Rechnung mit komplexen Zahlen durchgeführt werden. Das war bei älteren Programmiersprachen nicht ohne größeren Aufwand möglich.
Jedoch haben Polynome f(x) mit reellen Koeffizienten die Eigenschaft, dass komplexe Nullstellen immer in konjugiert komplexen Paaren auftreten, ist {\displaystyle z=u+i\,v} eine Nullstelle, so auch {\displaystyle {\bar {z}}=u-i\,v}. Das quadratische Polynom
{\displaystyle a(x)=(x-z)(x-{\bar {z}})=(x-u)^{2}+v^{2}=x^{2}-2ux+(u^{2}+v^{2})},
welches die Nullstellen {\displaystyle z} und {\displaystyle {\bar {z}}} hat, ist auch ein Faktor des Polynoms f(x) und hat ebenfalls nur reelle Koeffizienten. Statt also direkt Nullstellen zu bestimmen, werden zunächst quadratische Faktoren gesucht.
Ist {\displaystyle a(x)=x^{2}+a_{1}x+a_{0}} ein quadratischer Faktor von f(x), so gibt es einen weiteren Faktor b(x) vom Grad n-2, der durch Polynomdivision bestimmt werden kann. Ist a(x) kein Faktor, so ergibt die Polynomdivision einen Rest r(x), der ein lineares oder konstantes Polynom ist. Der Rest bestimmt sich dabei aus der Identität f(x)=a(x)b(x)+r(x). Nach einem Koeffizientenvergleich ergibt sich ein System quadratischer Gleichungen in den Koeffizienten
{\displaystyle {\begin{matrix}f_{n}&=&b_{n-2}\\f_{n-1}&=&b_{n-3}+a_{1}b_{n-2}\\f_{n-2}&=&b_{n-4}+a_{1}b_{n-3}+a_{0}b_{n-2}\\&\vdots &\\f_{j}&=&b_{j-2}+a_{1}b_{j-1}+a_{0}b_{j}\\&\vdots &\\f_{2}&=&b_{0}+a_{1}b_{1}+a_{0}b_{2}\\f_{1}&=&a_{1}b_{0}+a_{0}b_{1}+r_{1}\\f_{0}&=&a_{0}b_{0}+r_{0}\end{matrix}}}
Aus den oberen n-1 Gleichungen lassen sich die Koeffizienten von b(x) aus denen von a(x) und f(x) bestimmen. Aus den letzten zwei Gleichungen ergeben sich die Koeffizienten des Restpolynoms. Das Ziel des Verfahrens ist es, diese durch Anpassen von a(x) möglichst klein zu halten. Aus dem Berechnungsschema ist ersichtlich, dass die Koeffizienten von b(x) und letztlich auch die des Restes r(x) Polynome in den zwei variablen Koeffizienten von a(x) sind. Dieses 2x2-System kann nun mit dem Newtonverfahren angegangen werden.
Die notwendige Bestimmung auch der Ableitungen des Gleichungssystems kann mit algebraischen Mitteln vereinfacht werden.

### Mathematische Begründung
Es wird eine Faktorisierung {\displaystyle f(x)=a(x)b(x)} mit einem quadratischen Faktor a(x) und einem verbleibenden Faktor b(x) gesucht. Ist jedoch a(x) nur ein näherungsweiser Faktor, so hinterlässt die Division mit Rest von f(x) durch a(x) mit Ergebnis b(x) einen Rest r(x),
{\displaystyle f(x)=a(x)b(x)+r(x)}.
Da a(x) quadratisch ist, ist r(x) linear oder konstant. Es wird nun ein lineares Polynom {\displaystyle \Delta a(x)} gesucht, sodass {\displaystyle a(x)+\Delta a(x)} eine bessere Näherung für einen Faktor von f(x) ist. Ist das verbesserte Polynom sogar ein exakter Faktor, so gibt es ein Polynom {\displaystyle \Delta b(x)} vom Grad n-3 mit
{\displaystyle f(x)=\left(a(x)+\Delta a(x)\right)\cdot \left(b(x)+\Delta b(x)\right)}
Im Newton-Verfahren werden nur Terme erster Ordnung in den Koordinaten des Änderungsvektors betrachtet, alle höhergradigen Ausdrücke werden vernachlässigt. In erster Ordnung ergibt das unter Kombination beider Gleichungen
{\displaystyle r(x)=f(x)-a(x)b(x)=a(x)\cdot \Delta b(x)+\Delta a(x)\cdot b(x)}.
Diese Gleichung kann in ein lineares Gleichungssystem für die Koeffizienten von {\displaystyle \Delta a(x)} und {\displaystyle \Delta b(x)} aufgelöst werden. Die Gleichung kann jedoch mit algebraischen Mitteln weiter vereinfacht werden, so dass das schließlich zu lösende lineare System zwei Variable und genauso viele Gleichungen hat.
Da {\displaystyle \deg \Delta a(x)<\deg a(x)} gilt, ist das Polynom {\displaystyle \Delta a(x)} schon selbst der Vertreter kleinsten Grades in seiner Restklasse modulo a(x). Da {\displaystyle a(x)\Delta b(x)} in der Restklasse der Null liegt, muss
{\displaystyle r(x)\equiv \Delta a(x)\,b(x)\mod a(x)}
gelten. Nun kann auch das Polynom b(x) modulo a(x) reduziert werden, nach einer weiteren Division mit Rest ergeben sich ein Quotient q(x) und ein linearer Rest p(x) mit {\displaystyle b(x)=q(x)a(x)+p(x)}. Es ergibt sich
{\displaystyle r(x)\equiv \Delta a(x)p(x)\mod a(x)} bzw. {\displaystyle r(x)=\Delta a(x)p(x)-p_{1}\Delta a_{1}\cdot a(x)}.
Als Gleichungssystem ausgeschrieben bedeutet dies
{\displaystyle {\begin{pmatrix}r_{0}\\r_{1}\end{pmatrix}}={\begin{pmatrix}p_{0}&-p_{1}a_{0}\\p_{1}&p_{0}-p_{1}a_{1}\end{pmatrix}}\cdot {\begin{pmatrix}\Delta a_{0}\\\Delta a_{1}\end{pmatrix}}}.
Die Determinante der Systemmatrix ist {\displaystyle D=p_{0}^{2}+p_{1}(a_{0}p_{1}-a_{1}p_{0})}. Ist diese von Null verschieden, so ergibt sich die Lösung des Systems und damit die Änderung des quadratischen Faktors g(x) als
{\displaystyle {\begin{pmatrix}\Delta a_{0}\\\Delta a_{1}\end{pmatrix}}={\frac {1}{D}}{\begin{pmatrix}p_{0}-p_{1}a_{1}&p_{1}a_{0}\\-p_{1}&p_{0}\end{pmatrix}}\cdot {\begin{pmatrix}r_{0}\\r_{1}\end{pmatrix}}={\begin{pmatrix}p_{0}r_{0}+p_{1}(a_{0}r_{1}-a_{1}r_{0})\\p_{0}r_{1}-p_{1}r_{0}\end{pmatrix}}}.
Für den nächsten Schritt wird a(x) durch {\displaystyle a(x)+\Delta a(x)} ersetzt und von vorn begonnen. Man kann abbrechen, wenn die Koeffizienten des Rests r(x) sämtlich eine vorher gesetzte Schranke unterschreiten.

### Grundzüge
Das Verfahren beruht auf folgenden Schritten:
1. Aus den Startwerten der Iteration für zwei Nullstellen wird ein quadratisches Polynom konstruiert.
2. Das Polynom {\displaystyle n}-ten Grades wird durch dieses quadratische Polynom dividiert
3. Das bei der Division entstehende Polynom {\displaystyle (n-2)}-ten Grades wird erneut durch das quadratische Polynom dividiert
4. Bei der Division entstehen Divisionsreste
5. Aus den Divisionsresten wird ein verbessertes quadratisches Polynom bestimmt
6. Wenn bei der Polynomdivision kein Rest mehr bleibt, sind die Nullstellen des quadratischen Polynoms auch Nullstellen des Polynoms n-ten Grades.

### Iteration
- Durch Polynomdivision mit dem quadratischen Polynom

{\displaystyle a(x)=x^{2}+a_{1}\cdot x+a_{0}}
erhält man ein Polynom {\displaystyle (n-2)}-ten Grades:
{\displaystyle b(x)=b_{n-2}\cdot x^{n-2}+b_{n-3}\cdot x^{n-3}+\dots +b_{1}\cdot x+b_{0}}
Die Koeffizienten des zugehörigen Divisionsrests {\displaystyle r(x)=r_{0}+r_{1}x=p-ab} können mit der folgenden Rekursionsformel zur Bestimmung von {\displaystyle \,b_{i}} berechnet werden:
{\displaystyle b_{n}=b_{n-1}=0};
{\displaystyle b_{j}=p_{j+2}-a_{1}\cdot b_{j+1}-a_{0}\cdot b_{j+2};\qquad \qquad j=n-2,n-3,\dots ,0,-1,-2};
{\displaystyle r_{1}=b_{-1}} und
{\displaystyle r_{0}=b_{-2}+a_{1}b_{-1}};
- Erneute Division von b(x) durch a(x) ergibt ein neues Polynom {\displaystyle q(x)} und dessen Divisionsrest {\displaystyle p(x)=p_{1}x+p_{0}\!}, wobei eine analoge Rekursionsformel zum Einsatz kommt, es gelten wieder {\displaystyle p_{1}=q_{-1}} und {\displaystyle p_{0}=q_{-2}+a_{1}q_{-1}};

- Mit den Divisionsresten {\displaystyle r_{0},\ r_{1},\ p_{0},\ p_{1}} verbessert man die Koeffizienten des quadratischen Polynoms a(x):

{\displaystyle M=-a_{0}\cdot q_{-1}-a_{1}\cdot q_{-2};\qquad D=q_{-2}^{2}-M\cdot q_{-1}}
{\displaystyle \Delta a_{1}={\frac {q_{-1}\cdot b_{-2}-q_{-2}\cdot b_{-1}}{D}};\qquad \Delta a_{0}={\frac {M\cdot b_{-1}-q_{-2}\cdot b_{-2}}{D}}}
- Die verbesserten Startwerte ergeben sich aus

{\displaystyle a_{1}^{neu}=a_{1}^{alt}-\Delta a_{1}\,}
{\displaystyle a_{0}^{neu}=a_{0}^{alt}-\Delta a_{0}\,}